# 784-й штурмовой авиационный полк
784-й штурмово́й авиацио́нный полк — авиационная воинская часть ВВС РККА штурмовой авиации в Великой Отечественной войне.

## Наименование полка
В различные годы своего существования полк имел наименования:
- 784-й штурмовой авиационный полк[1][2][3];
- 71-й гвардейский штурмовой авиационный полк (18.03.1942 г.)[1][3];
- 71-й гвардейский штурмовой авиационный Краснознамённый полк (09.08.1944 г.)[1][3];
- 71-й гвардейский штурмовой авиационный Радомский Краснознамённый полк (19.02.1945 г.)[1];
- 71-й гвардейский штурмовой авиационный Радомский Краснознамённый ордена Суворова полк (11.06.1945 г.)[1].

## История и боевой путь полка
Сформирован как 784-й штурмовой авиационный полк в марте 1942 года в Приволжском военном округе в 1-й запасной авиационной бригаде. На вооружение имел самолёты Ил-2. После формирования 26 июня 1942 года полк вошел в состав 232-й штурмовой авиационной дивизии 1-й воздушной армии Западного фронта. Дивизия приступила к боевой работе по поддержке войск фронта на юхновском, гжатском и ржевском направлениях.
В мае и июне 1942 года полк в составе дивизии обеспечивал поддержку 1-го гвардейского кавалерийского корпуса генерала П. А. Белова и 4-го воздушно-десантного корпуса генерала А. Ф. Казанкина, действующих в тылу в окружении противника после Ржевско-Вяземской операции. В июле 1942 года полк участвуя в ходе наступательной операции на жиздренском направлении, действовал в интересах 16-й армии, а в августе — 33-й армии.
С 15 сентября 1942 года полк боевых действий не вел. К боевым действиям приступил 4 декабря 1942 года в районе урочища Сорокопенно юго-восточнее Старой Руссы, нанося удары по артиллерийско-минометным позициям и живой силе противника. В начале 1943 года полк вошел в состав 243-й штурмовой авиационной дивизии 6-й воздушной армии Северо-Западного фронта. В период с 15 февраля 1943 года по 18 марта 1943 года принимал участие в Демянской операции — ликвидации Демянского котла. В своем составе имел 22 самолёта Ил-2 и 30 лётчиков, место дислокации — Макарово.
Во время выполнения боевого задания 15 марта 1943 года при атаке аэродрома противника Сольцы погиб командир полка подполковник И. В. Дельнов. Атакуя самолёты на аэродроме с высоты 5 — 7 м ведущий группы из 10 самолётов Ил-2 командир полка был подбит, видя безвыходность положения, командир на большой скорости врезался в самолёты, стоящие на аэродроме.
За образцовое выполнение заданий командования и проявленные при этом мужество и героизм 784-й штурмовой авиационный полк Приказом НКО № 128 от 18 марта 1943 года переименован в 71-й гвардейский штурмовой авиационный полк.
В составе действующей армии полк находился с 26 июня по 15 октября 1942 года, с 4 декабря 1942 года по 18 марта 1943 года.

## Командиры полка
- майор Николаев[8], 03.1942 — 1943
- подполковник Дельнов Иван Васильевич, погиб при выполнении боевого задания[4], 17.01.1943 — 15.03.1943
- капитан Конюхов (врио), 15.03.1943
- майор Севастьянов Алексей Иванович, 18.03.1943

## В составе соединений и объединений
| Дата          | Фронт (округ)             | Армия                            | Дивизия                                       | Примечания |
| ------------- | ------------------------- | -------------------------------- | --------------------------------------------- | ---------- |
| 03.1942 г.    | Приволжский военный округ | ВВС Приволжского военного округа | 1-я запасная авиационная бригада              |            |
| 26.06.1942 г. | Западный фронт            | 1-я воздушная армия              | 232-я штурмовая авиационная дивизия           |            |
| 15.10.1942 г. | Северо-Западный фронт     | 6-я воздушная армия              | 243-я штурмовая авиационная дивизия           |            |
| 18.03.1943 г. | Северо-Западный фронт     | 6-я воздушная армия              | 3-я гвардейская штурмовая авиационная дивизия |            |